# Gai Hostili Túbul
Gai Hostili Túbul (en llatí: Gaius Hostilius Tubulus) va ser un magistrat romà. Formava part de la gens Hostília i era de la família dels Hostili Túbul.
Va ser pretor urbà l'any 209 aC i l'any següent estava estacionat a Etrúria (208 aC) amb títol de propretor amb el comandament de dues legions. El senat li va encarregar vigilar especialment Arretium que se sospitava que es volia revoltar a favor d'Hanníbal i va prendre com a ostatges 120 fills dels senadors de la ciutat. L'any 207 aC Túbul va ser enviat a Tàrent i en el transcurs del mateix any va ser enviat des de Tàrent a Càpua. Quan es dirigia a aquesta ciutat va ensopegar amb un grup de l'exèrcit d'Hanníbal al que va derrotar causant quatre mil baixes als cartaginesos, i capturant 9 estendards. Va continuar com a comandant de Càpua fins al 203 aC.